# الاجتياح الروسي لشمال ووسط منشوريا (1900)
لقد نجم سحق الملاكمين في شمال ووسط منشوريا عن اجتياح جيش قوامه 100 ألف مقاتل من أفراد الجيش الروسي لمنشوريا. وتمثل هذه الأحداث جزءًا من الفترة الشهيرة باسم ثورة الملاكمين.

## المعارك
تم تنفيذ الحملة التي جرت في منشوريا على يد الجيش الإمبراطوري النظامي، بما في ذلك جنود مانشو والقوات الصينية الإمبراطورية والملاكمين.
,قامت القوات الروسية باجتياح منشوريا أثناء الثورة، حيث دافع جنود مانشو عن المنطقة. وقد تمت إبادة جنود مانشو عن بكرة أبيهم أثناء القتال حتى الموت ضد الروس، حيث كانوا يتساقطون واحدًا تلو الآخر أثناء صد الاجتياح الروسي خماسي المحاور. وقد قامت القوات الروسية بقتل الكثير من أهل مانشو، فيما فر الآلاف منهم نحو الجنوب. وقد قام القوزاق الروس بسلب ونهب جزء من قراهم وممتلكاتهم، ثم قاموا بحرقهم، ولكن، كردة فعل على ذلك، ذهب الملاكمون الصينيون والجيش الإمبراطوري إلى قرية روسية كبيرة وأعملوا القتل في العديد من المدنيين وسلبوا ونهبوا منازلهم وحرقوها ثأرًا لما حدث، كما قتلوا العديد من الروس الذين كانوا يدافعون عن تلك المدينة. وقد تم احتلال منشوريا بشكل جزئي بعد القتال العنيف الذي وقع.